# 1956年の大阪タイガース
1956年の大阪タイガース（1956ねんのおおさかタイガース）では、1956年シーズンの大阪タイガースの動向をまとめる。
この年の大阪タイガースは、2回目の藤村富美男選手兼任監督の2年目のシーズンである。

## 概要
藤村監督就任2年目の阪神は渡辺博之が一塁に入り、それまで一塁を守っていた藤村監督は代打を中心に出場するようになった。チームは開幕ダッシュした巨人をマークする展開が続き、7月の終了時点では巨人と2ゲーム差の首位に立っており9年ぶり、そしてセ・リーグになって初の優勝が期待された。しかしチームワークの欠如もあり、最終的には貯金29を稼ぎながらも2位でシーズン終了。藤村監督は6月24日の広島戦で三塁コーチボックスから打席に入り、主審に「代打ワシ」と告げると代打逆転満塁サヨナラ本塁打をかっ飛ばし、「物干し竿ここにあり」と言われたがこれが現役最後の本塁打となった。シーズン終了後、金田正泰をはじめ主力選手が藤村監督の退陣を要求し他球団やマスコミ、一般の野球ファンまで巻き込んで藤村排斥事件が勃発する。

## チーム成績

### レギュラーシーズン
| 1 | 左 | 金田正泰   |
| 2 | 遊 | 吉田義男   |
| 3 | 一 | 渡辺博之   |
| 4 | 中 | 田宮謙次郎 |
| 5 | 右 | 大津淳     |
| 6 | 三 | 真田重蔵   |
| 7 | 捕 | 石垣一夫   |
| 8 | 二 | 白坂長栄   |
| 9 | 投 | 小山正明   |

| 順位 | 4月終了時 | 4月終了時 | 5月終了時 | 5月終了時 | 6月終了時 | 6月終了時 | 7月終了時 | 7月終了時 | 8月終了時 | 8月終了時 | 9月終了時 | 9月終了時 | 最終成績 | 最終成績 |
| ---- | --------- | --------- | --------- | --------- | --------- | --------- | --------- | --------- | --------- | --------- | --------- | --------- | -------- | -------- |
| 1位  | 大阪      | --        | 巨人      | --        | 巨人      | --        | 巨人      | --        | 大阪      | --        | 巨人      | --        | 巨人     | --       |
| 2位  | 中日      | 1.0       | 大阪      | 1.0       | 中日      | 1.5       | 大阪      | 2.0       | 巨人      | 2.0       | 大阪      | 1.5       | 大阪     | 4.5      |
| 3位  | 巨人      | 2.0       | 中日      | 1.0       | 大阪      | 4.0       | 中日      | 5.5       | 中日      | 5.5       | 中日      | 4.0       | 中日     | 10.0     |
| 4位  | 広島      | 3.0       | 国鉄      | 7.5       | 国鉄      | 9.0       | 国鉄      | 11.5      | 国鉄      | 13.0      | 国鉄      | 15.5      | 国鉄     | 21.0     |
| 5位  | 国鉄      | 4.0       | 広島      | 9.0       | 大洋      | 13.0      | 広島      | 16.5      | 広島      | 21.5      | 広島      | 28.0      | 広島     | 37.5     |
| 6位  | 大洋      | 5.0       | 大洋      | 11.5      | 広島      | 14.5      | 大洋      | 18.5      | 大洋      | 24.0      | 大洋      | 32.0      | 大洋     | 41.0     |

| 順位 | 球団             | 勝 | 敗 | 分 | 勝率 | 差   |
| 1位  | 読売ジャイアンツ | 82 | 44 | 4  | .651 | 優勝 |
| 2位  | 大阪タイガース   | 79 | 50 | 1  | .612 | 4.5  |
| 3位  | 中日ドラゴンズ   | 74 | 56 | 0  | .569 | 10.0 |
| 4位  | 国鉄スワローズ   | 61 | 65 | 4  | .484 | 21.0 |
| 5位  | 広島カープ       | 45 | 82 | 3  | .354 | 37.5 |
| 6位  | 大洋ホエールズ   | 43 | 87 | 0  | .331 | 41.0 |

## オールスターゲーム1956
| コーチ     | ファン投票          | 監督推薦                 |
| ---------- | ------------------- | ------------------------ |
| 藤村富美男 | 吉田義男 田宮謙次郎 | 渡辺博之 大津淳 小山正明 |

- 取り消し線は出場辞退

## できごと
- 6月24日 - 広島カープ戦、9回裏に満塁に追い込むと、3塁コーチボックスに居た藤村富美男監督兼内野手は代打出場、広島の長谷川良平投手から代打逆転満塁サヨナラ本塁打をかっ飛ばす。藤村にとっては現役最後の本塁打（224本目）。
- 6月から7月にかけて、13試合連続2失点以下のプロ野球新記録を達成[2]。
- 12月4日 - 球団は藤村富美男監督兼内野手の留任、そして藤村留任に反対する金田正泰外野手と真田重蔵投手の契約を行わない事を発表。「藤村排斥事件」が起こる（ - 同年同月30日）

## 表彰選手
| リーグ・リーダー | リーグ・リーダー | リーグ・リーダー | リーグ・リーダー |
| 選手名           | タイトル         | 成績             | 回数             |
| ---------------- | ---------------- | ---------------- | ---------------- |
| 吉田義男         | 盗塁王           | 50個             | 2年ぶり2度目     |
| 渡辺省三         | 最優秀防御率     | 1.45             | 初受賞           |

| ベストナイン | ベストナイン | ベストナイン |
| 選手名       | ポジション   | 回数         |
| ------------ | ------------ | ------------ |
| 吉田義男     | 遊撃手       | 2年連続2度目 |
| 田宮謙次郎   | 外野手       | 初受賞       |